# Systasis tenuicornis
Systasis tenuicornis är en stekelart som beskrevs av Walker 1834. Systasis tenuicornis ingår i släktet Systasis och familjen puppglanssteklar. Arten är reproducerande i Sverige. Inga underarter finns listade i Catalogue of Life.